# Prullans
|  | Aquest article tracta sobre el municipi cerdà. Vegeu-ne altres significats a «Prullans (Tremp)». |

Prullans és un municipi de la comarca de la Baixa Cerdanya. El patró n'és Sant Esteve. La seva festivitat local se celebra el 15 de gener. Forma part de la Xarxa de Pobles amb Encant de la Diputació de Lleida.

## Geografia
- Llista de topònims de Prullans (Orografia: muntanyes, serres, collades, indrets..; hidrografia: rius, fonts...; edificis: cases, masies, esglésies, etc).

## Demografia
| 1497 f | 1515 f | 1553 f | 1717 | 1787 | 1857 | 1877 | 1887 | 1900 | 1910 |
| ------ | ------ | ------ | ---- | ---- | ---- | ---- | ---- | ---- | ---- |
| 9      | 12     | 25     | 250  | 444  | 654  | 548  | 483  | 489  | 471  |

| 1920 | 1930 | 1940 | 1950 | 1960 | 1970 | 1981 | 1990 | 1992 | 1994 |
| ---- | ---- | ---- | ---- | ---- | ---- | ---- | ---- | ---- | ---- |
| 403  | 444  | 406  | 467  | 348  | 265  | 183  | 187  | 203  | 203  |

| 1996 | 1998 | 2000 | 2002 | 2004 | 2006 | 2008 | 2010 | 2012 | 2014 |
| ---- | ---- | ---- | ---- | ---- | ---- | ---- | ---- | ---- | ---- |
| 208  | 218  | 219  | 223  | 233  | 224  | 236  | 245  | 240  | 209  |

| 2016 | 2018 | 2020 | 2022 | 2024 | 2026 | 2028 | 2030 | 2032 | 2034 |
| ---- | ---- | ---- | ---- | ---- | ---- | ---- | ---- | ---- | ---- |
| 208  | 224  | 226  | 264  | 252  | -    | -    | -    | -    | -    |

## Política i administració
| Entitat de població | Habitants (2023) |
| Prullans            | 235              |
| Sotanut             | 11               |
| Narvils             | 7                |
| Ardòvol             | 6                |
| la Serra            | 3                |
| Ambret              | 2                |
| Casa d'Orèn         | 2                |
| la Clota            | 2                |
| la Bastida          | 1                |
| el Tarter           | 0                |
| Font: Idescat       |                  |

## Llocs d'interès
Els principals atractius turístics que hi han estat valorats, a més de l'atractiu estètic del poble i del paisatge, són els següents: 
- Església romànica de Sant Esteve (S. XI-S. XII). Té un sistema de portes de vidre i il·luminació amb moneda, per tal que sigui visitable. En destaquen el seu campanar i la pica baptismal, així com l'Absis.
- Museu diocesà de l'Església de Prullans: petit museu amb objectes de l'església.
- Torre dels Barons de Prullans. Seu de la baronia de Prullans, que ha estat ocupada per diferents llinatges (Prullans, Descatllar, Cadell, Linyau, Escrivà de Romaní). És, actualment, de propietat privada, però, atès que està unida a l'església, es pot veure des de l'exterior. En destaquen el gran terrat, que dona sobre la plaça Major, i la finestra reixada de la presó.
- Cova d'Anes: coves de 335 m de llargada i recorreguts d'escassa dificultat, que són visitades cada any per centenars de persones. S'hi trobaren restes d'ossos humans i ceràmiques.
- Parets i cabanes de pedra en sec: damunt del poble hi ha una gran quantitat de parets de pedra seca que aguanten diferents feixes. En destaquen un seguit de cabanes i d'abrics, així com ruscs d'abelles fets dins les parets de pedra seca.
- Dolmen d'Orèn I i II: dolmen de cambra pirenaica i túmul, on es trobaren diferents restes humanes i eines. El segon dolmen, situat un xic més amunt, és de tipus cista.
- Masies de Prullans; la masia d'Orèn, amb arcs interiors visigòtics i torres de defensa, la bastida on hi hagué un castell.
- Església de la Mare de Déu del Roser, del S.X i estil romànic primitiu.
- Camí dels Bons Homes - GR 107: passa per Prullans i el seu terme municipal.
- Mirador de la Cerdanya: situat a l'entrada del poble, és un mirador a la Serra del Cadí.
- El Verger Cerdà: És el primer hort de permacultura amb producció tot l'any al Pirineu, situat als afores de Prullans de Cerdanya, a 1150 metres d'alçada. Va néixer al 2017 i comptava amb una plantació de pomeres ecològiques i una petita horta on es cultivaven la varietat local de mongetes afartapobres, un tipus de mongeta de color lilós que actualment es cultiven en molt pocs horts de La Cerdanya. Ara ja compta amb un sistema d’hivernacle en arc gòtic seguint models canadencs i amb mantes tèrmiques. S'ofereixen visites guiades a través del programa de Visita a les Granges del Consell Comarcal de Cerdanya.
- Càmping La Cerdanya: El que va ser el primer càmping en obrir a l’hivern de tot l’Estat. Forma part del complex familiar del Cerdanya Ecoresort i va ser fundat l’any 1967 per Arturo Isern, un tractant de bestiar que va creure en les noves oportunitats que portava el turisme. El Càmping-Bungalowpark La Cerdanya, en els seus orígens, era un càmping de temporada on la immensa majoria de clients s’hi allotjaven amb tendes però les inclemències del clima de muntanya i l'evolució de la societat va fer que les rulots anessin substituint les tendes i, posteriorment, es va anar construint tot el parc actual de bungalous. A l’any 1975 es va convertir en el primer càmping de tot Espanya en obrir tot l’any quan va adaptar les seves instal·lacions per a poder-les obrir també a l’hivern.

## Persones il·lustres
- Josep Faus i Condomines (1866 – 1938), jurista català.